# Europa (natante)
L'Europa è un natante a vela nata nel 1964 per mano del belga Alois Roland. Rientra nella classe internazionale, partecipa ai Giochi olimpici dall'edizione di Barcellona del 1992. Successivamente dalle olimpiadi di Pechino perse lo status olimpico che andò al Laser radial.

## Olimpiadi
- Olimpiadi di Barcellona 1992 (femminile)
- Olimpiadi di Atlanta 1996 (femminile)
- Olimpiadi di Sydney 2000 (femminile)
- Olimpiadi di Atene 2004 (femminile)

## Velatura
- Randa

L'Europa ha una superficie velica di 7,40 m² pur pesando soltanto 45 kg (scafo), questo significa che è una barca leggermente "sovrainvelata", soggetta a forze di sbandamento notevoli. Il caratteristico boma basso fa sì che solo i timonieri di piccola-media taglia (oppure particolarmente agili) riescano a governare questa deriva.